# Hermitage Village
Hermitage Village es una villa de Trinidad y Tobago, que forma parte de la región de Penal-Debe.

## Geografía
La villa abarca parte de la isla Trinidad y limita al norte con Rambert Village y Palmiste, al sur con Penal, al este con Phillipine, Debe y Wellington y al oeste con La Romaine y La Fortune.

## Demografía
Datos demográficos de la villa de Hermitage Village:
| Gráfica de evolución demográfica de Hermitage Village entre 2000 y 2011 |
|                                                                         |